# Suomen sinfoniaorkesterit
Suomen sinfoniaorkesterit är en förening i Lahtis som grundades 1965 för att främja Finlands symfoniorkestrars verksamhet. 
Antalet medlemsorganisationer 2005 är 15 professionella symfoniorkestrar (stadsorkestrarna, Radions symfoniorkester, Finlands nationaloperas orkester), åtta kammar- och semiprofessionella orkestrar, bland dem radions storband UMO Jazz Orchestra, samt sex andra orkestrar, bland dem de periodvis verksamma orkestrarna Avanti!, Finländska barockorkestern och Vivo. Suomen sinfoniaorkesterit, som har nära kontakt med motsvarande utländska organisationer, anordnar seminarier och kurser för orkesterfunktionärer samt upprätthåller ett omfattande lånebibliotek med orkestermaterial.
Suomen sinfoniaorkesterit har anordnat tävlingar med syfte att få fram ny inhemsk orkesterrepertoar. En konsertkalender utges två gånger årligen, och ger en total överblick över orkesterkonserterna i Finland. Till medlemsorkestrarna i föreningen hörde 2004 970 professionella musiker som gav sammanlagt 1 705 konserter vilkas publiksiffra steg till 951 222. Ordförande för föreningen har varit Joonas Kokkonen, Erkki Salmenhaara, Jouko Tolonen, Fabian Dahlström, Ellen Urho, Mikko Heiniö, Tuulikki Karjalainen, Kalevi Aho och Erkki Liikanen.